# Philonotis subrigida
Philonotis subrigida är en bladmossart som beskrevs av Jules Cardot och Potier de la Varde 1923. Philonotis subrigida ingår i släktet källmossor, och familjen Bartramiaceae. Inga underarter finns listade i Catalogue of Life.